# Cicurina idahoana
Cicurina idahoana là một loài nhện trong họ Dictynidae.
Loài này thuộc chi Cicurina. Cicurina idahoana được Ralph Vary Chamberlin miêu tả năm 1919.